# Kristian Thulesen Dahl
Kristian Thulesen Dahl (født 30. juli 1969 i Brædstrup i Østjylland) er en dansk forhenværende politiker, der var formand for Dansk Folkeparti fra 2012 til 2022. Han repræsenterede Fremskridtspartiet i Folketinget 1994-1995, hvorefter han blev medstifter af Dansk Folkeparti, som han repræsenterede i Folketinget fra 1995 til 2022. Fra 29. juni 2022 til 31. juli 2022 var Thulesen Dahl løsgænger i Folketinget. 1. august 2022 tiltrådte han som administrerende direktør for Port of Aalborg A/S, der varetager Aalborg Havn.
Thulesen Dahl overtog formandsposten på Dansk Folkepartis årsmøde i september 2012, efter at formand Pia Kjærsgaard den 7. august 2012 meddelte, at hun ville gå af som partiformand. Han forlod posten den 23. januar 2022, da Morten Messerschmidt blev valgt som ny formand.

## Baggrund
Kristian Thulesen Dahl blev født den 30. juli 1969 i Brædstrup som søn af nu afdøde overlærer Anders Thulesen Dahl og overlærer Inge Margrethe Simoni Dahl. Han gik på Nørre Snede Centralskole fra 1976 til 1985, på den musik-sproglige linje på Tørring Gymnasium 1985-1988 og aftjente sin værnepligt ved artilleriet i Skive 1988-89. Han blev konstabel af reserven, HA(jur.) fra Aalborg Universitet i 1992 og cand.merc.jur. fra Aalborg Universitet i 1995. Endvidere færdiggjorde han i 2022 en master of business administration (MBA) fra Aalborg Universitet.
Thulesen Dahl blev gift med jordemoder Berit Holmgaard Olsen i 2000, som han har tre børn med. Han bor pr.  2021 i Thyregod. Hans bror er Jens Henrik Thulesen Dahl, folketingsmedlem siden folketingsvalget 2011, og hans anden bror, Jakob Thulesen Dahl, er rektor på Skanderborg Gymnasium. Hans fætter, Niels Thulesen Dahl, er pr.  2022 politisk analytiker ved Jyllands-Posten og var særlig rådgiver for daværende udenrigsminister Anders Samuelsen. Hans fætter udgav i 2009 en biografi, Kristian – kronprinsen, om Kristian Thulesen Dahl.

## Politisk karriere

### Fremskridtspartiet
Thulesen Dahl begyndte sin politisk karriere i Fremskridtspartiet.
Han meldte sig ind i Fremskridtspartiets Ungdom som 13-årig, og i ungdomspartiet mødte han tidligt Peter Skaarup.
Han var Fremskridtspartiets kandidat i Givekredsen 1989-95 og i 1989-91 tillige i Horsenskredsen.
Han var landsformand for Fremskridtspartiets Ungdom 1991-95 og medlem af Fremskridtspartiets hovedbestyrelse 1994-95.
Thulesen Dahl var Fremskridtspartiets spidskandidat ved valget til Europa-Parlamentet den 9. juni 1994. Han fik 10.561 stemmer: næstflest stemmer efter Annette Just. Partiet opnåede ikke repræsentation i Europa-Parlamentet.
Han blev midlertidigt medlem for Vejle Amtskreds for Fremskridtspartiet 7. oktober – 24. oktober 1993. Han var Folketingsmedlem for Vejle Amtskreds for Fremskridtspartiet 21. september 1994 – 6. oktober 1995.
I Fremskridtspartiet tilhørte Thulesen Dahl fløjen ledet af Pia Kjærsgaard.
De stod over for Kim Behnkes fløj, og ved partiets kaotiske landsmøde i september 1995 kom det til åben kamp mellem de to fløje.
Ved landsmødet blev der stillet mistillidsvotum til hovedbestyrelsen, som Thulesen Dahl var medlem af.
Han nægtede at trække sig under henvisning til, at han var valgt for en toårig periode ved forrige års landsmøde.
Til det sagde Kristen Poulsgaard:
| „ | Jeg kan godt herfra spå Kristian Dahl en meget meget kort fremtid i dansk politik, hvis ikke han [...?] respekterer en demokratisk afgørelse og stiller sit mandat til rådighed | “ |

Thulesen Dahl fortsatte i hovedbestyrelsen, men Kim Behnkes fløj fik flertal der.[kilde mangler]

### Dansk Folkeparti
Efter landsmødet stiftede Thulesen Dahl sammen med Pia Kjærsgaard, Poul Nødgaard og Ole Donner Dansk Folkeparti,
så han den 6. oktober 1995 blev folketingsmedlem for det nye parti. Der blev han medlem af hovedbestyrelsen, som han var medlem af frem til 2022.
Han var Dansk Folkepartis Folketingsmedlem i Vejle Amtskreds til 11. marts 1998, hvor han skiftede til Fyns Amtskreds. I 1998 blev han formand for folketingsgruppen.
Han sad som medlem af Give Byråd 1997-2006 og Vejle Kommune 2006-2010.
I Folketinget blev han formand for Finansudvalget fra 2001 til 2011, hvor han blev næstformand.
Den 15. september 2012 overtog han Pia Kjærsgaards post som partiformand.
Med Thulesen Dahl som formand oplevede partiet en fremgang. Fra en stemmeprocent på 12,3% ved Folketingsvalget 2011 nåede partiet en tilslutning på omkring 20% ved meningsmålinger i efteråret 2013.
Ved meningsmålinger gik partiet fra at have den mindst populære partileder med Pia Kjærsgaard i 2011, til at have den næstmest populære i september 2013. Kun overgået af Lars Løkke Rasmussen.
Ved en måling udgivet i slutningen af september 2013 overgik han Løkke Rasmussen.
Ved folketingsvalget den 18. juni 2015 opnåede Dansk Folkeparti 741.746 stemmer (21,1% af de afgivne stemmer) og fik 37 mandater i Folketinget. Partiet blev det næststørste i Folketinget, kun overgået af Socialdemokratiet.
Efter flere dårlige valgresultater – senest ved kommunalvalget 2021, hvor Dansk Folkeparti blev halveret – meddelte Thuelsen Dahl den 17. november 2021, at han agtede at trække sig som formand ved et ekstraordinært årsmøde. Årsmødet blev afholdt den 23. januar 2022, hvor han trak sig og Morten Messerschmidt blev valgt som hans efterfølger.

#### Udtræden af Dansk Folkeparti
Den 17. juni 2022 offentliggjorde Thulesen Dahl, at han ikke stillede op til næste folketingsvalg for Dansk Folkeparti. Han afviste oprindeligt at melde sig ud af partiet, men endte med at melde sig ud den 29. juni, hvorefter han blev løsgænger i Folketinget dagen efter. Han udtrådte af Folketinget 31. juli 2022.

## Karriere efter politik
Port of Aalborg, der varetager Aalborg Havn, annoncerede den 1. juli 2022, at Thulesen Dahl ville være deres administrerende direktør fra den 1. august.

## Tillidshverv
Indtil 1994 var Thulesen Dahl byrådsudpeget bestyrelsesrepræsentant i boligforeninger og repræsentantskabsmedlem i AMU-centeret i Aalborg.
Han har været medlem af Danmarks Nationalbanks repræsentantskab siden 2001.

## Biografier
- Niels Thulesen Dahl, Kristian – kronprinsen, Broe, 2009. ISBN 978-87-92336-12-5.